# Bimir-ui mun
Bimir-ui mun (kor. 비밀의 문, ang. Secret Door) – południowokoreański serial telewizyjny z 2014 roku transmitowany na antenie SBS. Serial emitowany był od 22 września do 9 grudnia 2014 roku w każdy poniedziałek i wtorek o 22:00, liczy 24 odcinki.

## Obsada
- Han Suk-kyu jako Król Yeongjo
- Lee Je-hoon jako Yi Sun, później Książę Sado
- Kim Yoo-jung jako młody Seo Ji-dam (odc. 1-13)
- Yoon So-hee jako dorosły Ji-dam/Park Bingae (odc. 14-24)
- Park Eun-bin jako Pani Hyegyeong z klanu Hong
- Kim Min-jong jako Na Chul-joo
- Choi Won-young jako Chae Je-gong
- Kim Chang-wan jako Kim Taek
- Lee Won-jong jako Park Mun-su
- Kang Seo-joon jako Min Woo-sub
- Seo Jun-young jako Shin Heung-bok
- Choi Jae-hwan jako Heo Jung-woon
- Kim Myung-gook jako Hong Bong-han
- Jang Hyun-sung jako Hong Gye-hui
- Kim Ha-kyun jako Kim Sang-ro
- Um Hyo-sup jako Min Baek-sang
- Jung Moon-sung jako Byun Jong-in
- Jeon Guk-hwan jako Lee Jong-sung
- Kim Seung-wook jako Jo Jae-ho
- Baek Seung-hyeon jako Shin Chi-woon
- Ha Seung-ri jako Królowa Jeongsun
- Lee Seol jako Moon Suk-ui
- Son Byong-ho jako Kim Sung-ik
- Park Hyun-sook jako Pani Dworu Choi
- Kim Kang-hyun jako Eunuch Jang
- Kim Mi-ran jako Pani Dworu Kim
- Kim Tae-hoon jako Kang Pil-jae
- Lee Won-jae jako Kang Seo-won
- Choi Won-hong jako Uhm Jae-sun
- Park Hyo-joo jako Woon-shim
- Kim Bo-ryung jako Choon-wol
- Jung Wook jako Heuk-pyo
- Yoon Choong jako Jang Sam
- Ji Sang-hyuk jako Yi Sa
- Park So-eun jako Shin Go-eun
- Kwon Hae-hyo jako Seo Gyun
- Jung Gyu-soo jako Yang Soon-man
- Lee Mi-young jako Pani Dworu Min
- Kim Young-sun jako matka Heung Bok
- Kim Han-joon jako Choi Po-gyo
- Kim Hyun jako malarz Jang
- Yoon Seo-hyun jako Chun Seung-se
- Kwak Hee-sung jako Kim Mu

## Oglądalność
| No. | Data emisji | Oglądalność | Oglądalność |
| No. | Data emisji | TNmS        | AGB Nielsen |
| --- | ----------- | ----------- | ----------- |
| 1   | 2014.09.22  | 7.9%        | 8.8%        |
| 2   | 2014.09.23  | 9.5%        | 9.7%        |
| 3   | 2014.09.29  | 7.7%        | 7.9%        |
| 4   | 2014.09.30  | 8.9%        | 10.0%       |
| 5   | 2014.10.06  | 7.0%        | 7.5%        |
| 6   | 2014.10.07  | 7.0%        | 7.0%        |
| 7   | 2014.10.13  | 6.1%        | 7.0%        |
| 8   | 2014.10.14  | 6.9%        | 6.4%        |
| 9   | 2014.10.20  | 6.0%        | 6.0%        |
| 10  | 2014.10.21  | 5.9%        | 6.0%        |
| 11  | 2014.10.27  | 4.2%        | 4.0%        |
| 12  | 2014.10.28  | 6.2%        | 6.3%        |
| 13  | 2014.11.03  | 5.6%        | 5.2%        |
| 14  | 2014.11.04  | 6.9%        | 6.2%        |
| 15  | 2014.11.10  | 5.4%        | 5.3%        |
| 16  | 2014.11.11  | 5.2%        | 5.3%        |
| 17  | 2014.11.17  | 5.5%        | 5.5%        |
| 18  | 2014.11.18  | 6.3%        | 5.6%        |
| 19  | 2014.11.24  | 5.0%        | 5.5%        |
| 20  | 2014.11.25  | 5.0%        | 5.4%        |
| 21  | 2014.12.01  | 5.1%        | 6.1%        |
| 22  | 2014.12.02  | 5.2%        | 5.4%        |
| 23  | 2014.12.08  | 4.5%        | 4.3%        |
| 24  | 2014.12.09  | 5.1%        | 5.2%        |

## Nagrody i nominacje
| Rok  | Nagroda          | Kategoria                                                    | Wynik     |
| ---- | ---------------- | ------------------------------------------------------------ | --------- |
| 2014 | SBS Drama Awards | Top Excellence Award, Actor in a Serial Drama (Lee Je-hoon)  | Wygrana   |
| 2014 | SBS Drama Awards | Top Excellence Award, Actor in a Serial Drama (Han Suk-kyu)  | Nominacja |
| 2014 | SBS Drama Awards | Special Award, Actor in a Serial Drama (Choi Won-young)      | Nominacja |
| 2014 | SBS Drama Awards | Top 10 Stars (Lee Je-hoon)                                   | Wygrana   |
| 2014 | SBS Drama Awards | New Star Award (Kim Yoo-jung)                                | Wygrana   |
| 2014 | SBS Drama Awards | Nagroda popularności (Lee Je-hoon)                           | Nominacja |
| 2014 | SBS Drama Awards | Najlepsza para (z Park Eun-bin) (Lee Je-hoon i Park Eun-bin) | Nominacja |